# Janov (okres Bruntál)
Janov (německy: Johannestal, polsky: Janów) je město ležící v okrese Bruntál. Žije zde 256 obyvatel.

## Poloha
Město Janov sousedí na severu s Polskem (gmina Głuchołazy), na východě s Jindřichovem, na jihu s Městem Albrechticemi a na západě s Petrovicemi. Od Bruntálu je vzdáleno 28 km a od Ostravy 74 km.
Geomorfologicky Janov leží v Hynčické hornatině v rámci Zlatohorské vrchoviny. Nejvyšších poloh dosahuje území města na jihu na stráních Solné hory (868/867 m n. m.), jejíž vrchol se ale nachází na území Petrovic. Na jihu se nacházejí také Hřebeny (777 m n. m.), na severu je nejvyšší horou hraniční Velká Stříbrná (785 m n. m.) a dále Malá Stříbrná (649/626 m n. m.).
Území Janova patří do povodí Odry, resp. řeky Osoblahy, která městem protéká ze západu na východ pod názvem Petrovický potok. Na jihu území obce pramení rovněž Svinný potok, který ústí do Osoblahy v Jindřichově.
Území města pokrývá z 32,5 % zemědělská půda (0,5 % orná půda, 29,5 % louky a pastviny), z 62 % les a z 5 % zastavěné a ostatní (např. průmyslové) plochy.
Sousedními obcemi sídla jsou Jindřichov, Město Albrechtice a Petrovice.

## Historie

### Založení města
Údolí na horním toku říčky Osy bylo až do poloviny 13. století pustým, souvisle zalesněným územím, které protínaly jen řídce ojedinělé horské stezky a které mohl obývat jen nepatrný počet lidských bytostí, snad několik osamělých dřevorubců pálících zde dřevěné uhlí. Možná zde nacházeli úkryt před zákonem i někteří provinilci či loupežníci.
Z přítmí dějin se tento kraj vynořuje až v období kolonizace osoblažského výběžku. Osoblažský újezd patřil k državě olomouckého biskupství od nepaměti. Přesněji určit od kdy dnes nelze. Iniciátorem jeho kolonizace, jež probíhala v 13. století ve dvou vlnách, byl olomoucký biskup. V první vlně (od 11. až do poloviny 13. století) se uskutečňovala prakticky plynule tzv. vnitřní kolonizace z vlastních lidských zdrojů, většinou slovanských. Kolonizována byla nejprve východní část osoblažského výběžku, nížina s úrodnější půdou, zhruba do nadmořské výšky 300–400 m. Výše položená místa zůstávala mimo oblast zájmů a hlavně mimo technické možnosti tehdejších slovanských zemědělců. V tomto období zde vznikly obce Osoblaha, Hlinka, Dívčí Hrad, Sádek, Dolní Povelice, Vysoká a Horní Povelice.
První kolonizační vlna byla přerušena vpádem tatarských hord zvítězivších v bitvě u Lehnice roku 1241 a jejich následným pustošivým tažením napříč Moravou, při němž bylo vybito značné množství původního slovanského obyvatelstva. V letech 1248–1249, když stanul Přemysl v čele odboje proti svému otci Václavu I., přišlo olomoucké biskupství o svrchovanost nad územím osoblažského výběžku. Kolonizace uvázla na mrtvém bodě. Místní lidské zdroje potenciálních kolonistů byly vyčerpány. Pro další rozvoj kolonizace bylo nutné hledat osadníky za hranicemi českého státu.
Byla zahájena druhá, vnější kolonizační vlna, německá. Hlavní jejím iniciátorem na Moravě byl Bruno ze Šaumburku - Holštýna. Aby si v nejistých dobách pojistil držení této oblasti, ihned zahájil kolonizaci jeho dosud pusté západní části. Jak uvádí ve své závěti z roku 1267, dal zde založit 9 nových obcí: Petrovice, Janov, Jindřichov, Arnultovice, Bartultovice, Pitárné, Liptaň, Třemešná a Piskořov a to pravděpodobně už v roce 1251.
Nově založené obce pak byly pojmenovány jménem lokátora, který se stal za své zásluhy v obci fojtem s četnými smluvně zaručenými výsadami. Lze se právem domnívat že prvním fojtem janovským byl jistý Jan, jehož jméno se dochovalo díky Brunově závěti, která obsahuje nejstarší písemně zaznamenaný název obce (Janesdorf – Janova ves). Pro zúrodnění a osídlení byly zprvu vybrány méně příkré pozemky. Původní založení, jež mělo tvar podkovy, je patrné ještě dnes na leteckém snímku obce. Tento typ sídliště zvaný lesní lánová ves (Waldhufendorf) je charakteristický řadou jednotlivých stavení podél potoka či komunikace, z nichž každé má pak svůj lán pole za humny.
Janov se stal spolu s mnohými dalšími obcemi osoblažského výběžku až do roku 1588 vlastním majetkem olomouckého biskupství, tzv. stolním zbožím, spravovaným úřadujícím osoblažským hejtmanem. Veškeré poplatky a dávky plynuly do biskupské pokladnice.

### Hornické městečko
V 15. století propůjčovali biskupové přechodně některé z obcí i s jejich výnosy jiným majitelům panství na určitý čas do zástavy, když po husitských válkách byli nuceni odměnit věrné služby nebo uhradit dluhy své vojenské družině. Tak se roku 1433 dostává zástavou k Markvartovi ze Zvole na 8 let, v roce 1448 Štěpánu Malému z Vítkovic a později opět Zvolským. V letech 1245–1535 v obci platila stará německá vesnická ústava s dědičným soudcem a volenými přísedícími. Složitější právní rozhodnutí prováděl úřad v Osoblaze. Většina obyvatel obdělávala půdu dvoupolním systémem, později i trojpolním systémem. Pastva dobytka se prováděla společně na ladech a na dosud nezúrodněných pozemcích. Robota nebyla požadována, jen dávky a daně z pozemků. V polovině 16. století převládlo přesvědčení, že zdejší kopce, Malý a Velký Stříbrný, ukrývají bohatá ložiska drahých kovů. Předpokládalo se, že sem zasahují z nedaleké severně ležící Zamkowe Gory. Této okolnosti vděčil Janov za to, že jej olomoucký biskup Stanislav I. Thurzo v roce 1535 povýšil na svobodné horní město.
Víra v perspektivnost janovského horního díla byla tak velká, že olomoucký biskup Jan XIII. řečený Dubravius vydal 6. června 1546 „Horní řád pro město Janov“.
Povýšení na město přineslo obci další četné výhody a privilegia. V roce 1577 jí udělil biskup Jan Mezoun z Telče právo pořádat dva výroční trhy. K nim pak později (1773) přibyl i trh třetí. V roce 1581 získal Janov právo založit si cechy a lávky. Předpoklady o nerostném bohatství se však docela nenaplnily, a tak spíše než zlato a stříbro založila blahobyt a bohatství obce zmíněná privilegia. Městský znak a pečeť byly pak vnějším vyjádřením vážnosti a výhod, kterých obec dosáhla.

### Éra Pavlovských
Kdy byl v Janově postaven první kostel, není známo. Ví se jen, že nejstarší sakrální stavbou v obci byl malý dřevěný kostelík se hřbitůvkem, umístěný zhruba na stejném místě jako kostel dnešní. Pravidelné bohoslužby v něm konal kněz, který docházel z Jindřichova, kam byl Janov od nepaměti přifařen. Jak se obec vzmáhala a bohatla, usilovali její obyvatelé po třeba malém, ale pevném kostele a samostatné farnosti, nebo alespoň lokálii s jedním kaplanem, který by bydlel v místě. V roce 1580 se jim jejich přání vyplnilo. Olomoucký biskup Stanislav Pavlovský stavbu povolil a nechal obci vyměřit staveniště. Ale stavba pro nedostatek prostředků se vlekla, ještě v roce 1588 pořád nebyla dokončena.
V tomto roce však v životě svobodného hornického městečka nastala zásadní změna. Biskup Stanislav Pavlovský přeměnil biskupské stolní zboží Janov na léno a přidělil ho svému bratru Václavovi, pánu Jindřichova a Petrovic výměnou za jeho lenní statek Rumberk, který přičlenil ke statkům biskupským. Zároveň mu uložil, aby neprodleně stavbu kostela v Janově dokončil, což se také stalo. Tak se Janov stal součástí jindřichovského panství rodu Pavlovských. Svobodné hornické městečko se proměnilo na městečko poddanské. Toto podřízení přineslo Janovu zprvu nějaké výhody (nový majitel panství osvobodil obyvatele od veškerých robot), ale v budoucnosti brzdilo jeho rozvoj a stalo se zdrojem častých sporů s pozdějšími majiteli panství.
Po smrti Václava Pavlovského z Pavlovic se ujal panství jeho nejstarší syn Bohuslav. Byl ženat s Annou Wachtlovou, děti však spolu neměli. Také on se snažil rozšířit panství, získal Velké Heraltice (v Opavském knížectví) a Stubendorf (Studnice, dnes součást Osoblahy), ale nedařilo se mu, a proto je musel zase v roce 1612 prodat městu Osoblaze za 7796 Tolarů moravských kvůli dluhům. Zklamaný bezdětným manželstvím přenechal v roce 1614 jindřichovské panství svému bratrovi Janovi ještě za svého života. Zemřel roku 1618, pochován je v kryptě jindřichovského kostela, vlevo od oltáře.
Že Jan převzal správu Jindřichovského panství v roce 1614, dokazuje listina, kterou téhož roku v srpnu osobně potvrdil janovským všechny jejich výsady. Listina je dochovaná v obecním archivu městečka. Byl dvakrát ženat. Jeho první manželkou byla Barbora Wachtlová z Grodkovského knížectví, která je pochovaná v kryptě jindřichovského kostela po levé straně oltáře a nápis na její rakvi praví, že se vdala 19. června 1606, žila s mužem 17 roků a zemřela 26. ledna 1624. Dala mu 2 syny a 1 dceru, jejichž jména se nedochovala.
Druhou jeho ženou byla Marie Alžběta, rozená z Donína, se kterou zplodil 2 dcery a syna Erdmana Ferdinanda, narozeného 22. ledna 1629.
Ani Janu Pavlovskému z Pavlovic se nesnáze nevyhnuly. Aby mohla být důstojně zajištěna výchova a výživa všech jeho dětí, prodal roku 1635 Jindřichov za 39 600 fl svobodnému pánu, později hraběti Janu Jiřímu Max. z Hodic a odstěhoval se do Břehu, kde zemřel roku 1654.
Ovdovělá Marie Alžběta, rozená z Donína, se později za hraběte Jana Jiřího Max. z Hodic provdala. Tak skončila doba panování Pavlovských na Jindřichově a začíná éra Hodiců.

### Třicetiletá válka
Pro poddanské městečko Janov s novými pány přicházely i horší časy. Především třicetiletá válka, která se do té doby odehrávala jen v Čechách, vtrhla po roce 1635 i na Moravu a bolestně zasáhla i Janov, přestože bitvy a válečné střety se neodehrávaly v jeho nejbližším okolí. Obec však trpěla kvartýrováním vojsk, zejména dvou švédských armád: armády generála Jana Krištofa Königsmarka a armády generála Arvida Wittenberga. Zachovala se žádost starosty (asi z roku 1657, datum na ní schází), ve které poníženě prosí vrchnost o úlevu na válečných kontribucích. V ní najdeme autentické vylíčení tehdejších útrap obyvatelstva. Purkmistr, rychtář a obec (Janov) součást biskupského lenního statku Jindřichova si stěžuje u biskupa arcivévody, jak za švédské války  „mnoho trpěl ubytováním nepřátelských vojsk armády witenberské a königsmarské, že byl úplně vydrancován a o všecku potravu oloupen tak, že jeho obyvatelé při takovém tyranství lidu švédského museli domky své a dvorce několikrát opustiti v divokých horách se skrývati a denní chléb vyžebrávati. V následujících pak letech že museli posádku švédskou pod vyhrožováním ohněm a mečem dlouho vydržovati. Nechtěli-li, aby manství to v popel obráceno bylo, jak se to stalo mnohým jiným, museli tyto útrapy snášeti a na zaplacení kontribucí přátelské velké dluhy dělati, tak že každý z nich byl až do krve vymořen a nejen v městečku Johanestalu (Janovu), ale i v jiných vesnicích k tomuto manství náležitých mnoho domů opustošeno bylo, které posud namnoze pusté jsou. Přes všecko to nebyl statek ten (při popisu lánu) vzat do třídy jiných zpustošených statků, nýbrž byla nám ubohým a zničeným poddaným císařská kontribuce zemská uložena, mnoho set tolarů obnášející, která exekucí rozličnou se vymáhá. Tak že my ubozí poddaní v takové bídě postavení příjdeme úplně na mizinu, vždyť posud mnozí z nás musejí si vyžebrávati každodenní chléb…“
V poslední fázi se třicetiletá válka postupně proměnila v nekonečný sled loupeživých tažení za kořistí. Armády všech zúčastněných států se naučily „živit se samy“ (Válka živí válku), totiž udržovat svou bojeschopnost pleněním zabraného území, lhostejno zda nepřátelského či vlastního. Obyčejný sedlák už nevěděl, kdo je kdo. Každý chlap v uniformě byl prostě nepřítel a vrahoun. V očích prostého člověka ztratila válka jakýkoliv smysl a cíl. Byla jen strašným božím trestem.
Ani vestfálský mír, podepsaný 24. října 1648, který ukončil třicetiletou válku, nepřinesl obyvatelům Janova konec bídy a útrap. Šlechta nahrazovala úbytek poddaných jejich postupným znevolňováním a zvyšováním míry jejich poddanských povinností.

### Éra Hodiců
Na jindřichovském zámku se vystřídaly čtyři generace Hodiců. Zakladatelem jindřichovské větve byl Jan Jiří Maxmilián z Hodic, za vojenské zásluhy byl roku 1641 povýšen na říšského hraběte a obdařen četnými vysokými úřady. V hodnosti zemského hejtmana Niské knížectví se angažoval v smutně proslulých čarodějnických procesech. Jeho podíl na upalování čarodějnic dokazují jím podepsané rozsudky z roku 1651, na jejichž podkladě bylo jen v Jeseníku upáleno 102 osob, ve Zlatých Horách na 85 osob, většinou žen. Přesná čísla o počtech obětí nejsou k dispozici, poněvadž když dosedl na olomoucký biskupský stolec rakouský arcivévoda Leopold I. Vilém (biskupem 1637–1662), vystoupil proti čarodějnickým procesům a pohnal zemského hejtmana hraběte Jiřího Hodice k zodpovědnosti a zbavil ho jeho úřadu. Hejtman ze strachu před trestem zničil všechna procesní akta, která choval u sebe.
Hrabě Jiří z Hodic umírá těsně před rokem 1666. Pochován je pravděpodobně v Jindřichově.
V roce 1666 se jeho synové Ludvík Maxmilián, Maxmilián Jiří a Julius Leopold hlásí o jeho pozůstalost. Jindřichov a Janov připadl Ludvíku Maxmiliánovi. I on je mimo řadu jiných hodností a titulů zemským hejtmanem knížectví nisského jako byl jeho otec. Na biskupském stolci v Olomouci je tou dobou už jiný biskup, Karel II. z Lichtensteina- Kastelkornu (biskupem 1664–1695) a ve Zlatých Horách se zvedla nová vlna čarodějnických procesů. Opět rozsudky podepsal jindřichovský pán, tentokrát hrabě Ludvík Maxmilián Hodic.
Po jeho smrti (1689) převzal jindřichovské léno jeho syn František Antonín. Za něho vyvrcholil dlouhotrvající spor Janova s Hodici o stará privilegia obce. Týkal se výše daní a dluhů a způsobů úhrady. Sporem se musel dokonce zabývat i sám císař. Ukončit ho musela až v roce 1718 císařská vyšetřovací komise.
Posledním jindřichovským pánem byl pravnuk zakladatele jindřichovské větve rodu Hodiců, syn Antonína Hodice (= 1731) Josef Tadeáš Hodic. Ani on však neměl mužských dědiců a když zemřel (před rokem 1768), spadlo léno zpět na biskupství olomoucké.
Tím skončila v Janově i v Jindřichově éra Hodiců. Vyznačovala se útiskem poddaných, který vyvrcholil v čarodějnických procesech. Úlevu přineslo až zrušení nevolnictví v roce 1781. Některá omezující ustanovení se však uplatňovala až do roku 1848.

### Éra Bartensteinů
Držiteli Jindřichova byli vesměs významní příslušníci šlechty. Zastávali důležité úřady v moravské enklávě, v nisském knížectví, v tehdejších armádách nebo při biskupských či zemských soudech. V roce 1739 se stal pánem jindřichovského panství dokonce muž, který stál v mocenském žebříčku na stupních nejvyšších. Jan Kryštof z Bartensteina byl rakouským státníkem, říšským kancléřem. Byl oblíbencem císaře Karla VI. (otce Marie Terezie) a získal velký vliv na řízení zahraniční politiky. Po jeho smrti zůstal Bartenstein vlivným člověkem i za vlády Marie Terezie. Ostatně díky svým rozsáhlým vědomostem historickým a právnickým byl též pověřen, aby vedl výchovu jejího syna Josefa II.
Shromáždil značné jmění, které nabyl hlavně štědrostí Karla VI. a sňatkem s Marií Kordulou Hollerovou z Doblhoffu. V roce 1739 koupil od biskupa Jakub Arnošt z Lichtenštejna-Kastelkornu, za sumu 60 000 zlatých rýnských odumřelé jindřichovské léno. 1. dubna 1740 pak přikoupil též odumřelé léno Matějovice za 11 000 zlatých.
Bartenstein byl jindřichovským pánem v těžkých dobách. V třicátých letech pronásledovala Slezsko trvalá nepřízeň počasí. Dlouho trvající deště v roce 1736 způsobily v následujícím roce v celém Slezsku velký hlad, doprovázený nemocemi. Tato kalamita si vyžádala četné oběti na lidských životech.
Další pohromu přinesly války o dědictví rakouské. Ty Bartensteina naplňovaly starostmi nejenom jako státníka jedné z válčících mocností, ale i jako majitele panství, které leželo v oblasti bojů. Tyto války byly zvláště pro Janov nevýslovným neštěstím a zdrojem bezbřehé bídy a utrpení. 18. ledna 1741 obsadil pruský polní maršál Schwerin Nové Město (Prudník). Během válečného běsnění obracel zbožný a trápený lid svou mysl k Bohu a prosil o přímluvu světce. Pomník Neposkvrněné Panny Marie, který dodnes stojí na náměstí v Janově, tam dali v roce 1739 umístit janovští občané v naději, že odvrátí od obce epidemie, požáry a hlad.
Po dvou letech (6. března 1741) byl slavnostně vysvěcen páterem Christiánem Schwantznerem. Komando husarů, kterým velel poručík Neuszander, pak na počest Panny Marie vypálilo dvojitou salvu. Pomník však Janov od pohromy neuchránil. Už za 10 dní poté byl do základů vypálen Prusy.
Rakouská vojska utábořená v údolích Zlatých Hor a Janova podnikala začátkem března pod velením polního maršála Browna výpady proti Prusům a tím je vyprovokovala k odvetě. 15. března byly vypáleny Zlaté Hory, jejichž obyvatelé se postavili na odpor, a 16. března postihl stejný osud Janov, který, podle slov Schwereina, „byl také loupežnickým hnízdem.“ V dalších měsících se k tomu přidalo další neštěstí: střídavé ubytovávání rakouských a pruských vojsk. Obě armády, jak přátelská, tak i nepřátelská, znamenaly pro postižené obce stejné neštěstí. Ze všech obcí jindřichovského panství trpěl Janov tímto „kvartýrováním“ nejvíce, proto mu, podle jednoho výnosu, musely obce Arnultovice, Petrovice a Bartultovice v roce 1742 vyplatit odškodné ve výši 157 zlatých a 35 krejcarů.

### Vývoj po roce 1848
Revoluce roku 1848 přinesla nové pořádky i na jindřichovské panství. Lidé přestali být poddanými a pomalu se učili svobodě. V Janově v tom roce vznikla Občanská garda, avšak k žádným vážnějším výstřelkům nedošlo. Pouze nenáviděnému vrchnostenskému úředníkovi Bekárkovi uspořádali bývalí poddaní pod okny takový kočičí koncert, že se polekal a úprkem z Jindřichova utekl. I ostatní akce v té době tu měly poklidný ráz.
Vypuknutí Prusko-rakouské války v květnu 1866 probudilo v lidech strach z nových válečných útrap, takže mnozí začali zakopávat svůj majetek a někteří i uprchli. Ale postupující Prusové, kteří se na nějaký čas utábořili v Janově, se chovali tak přívětivě, že strach byl brzy vystřídán důvěrou. Obec (jež se k roku 1869 nazývala Johanestál) musela pouze poskytnout odcházejícím pruským vojskům v srpnu potahy a proviant, což jí stát nahradil.
Čtyři generace pánů z Bartensteina byly pro obyvatele Janova vrchností. Poslední mužský potomek jindřichovské větve Josef svobodný pán z Bartensteina se oženil se svou sestřenicí. Nemaje žijících mužských dědiců odkázal své panství svému nezletilému vnukovi, malému chlapci s předlouhým jménem, Maxmiliánu Antonu Karlu Maria Adamovi Skrbenskému z Hříště. Poručníci čtrnáctiletého dědice pak panství prodali Albertu Kleinovi von Wiesenberg (dnes Loučná nad Desnou) za 310 000 guldenů rakouské ražby. Pro Janov a ostatní obce na jindřichovském panství se tím započala éra Kleinů.

### Přelom 19. a 20. století
Konec 19. a začátek 20. století přinesl mír, který trval celou jednu generaci, až do roku 1914. Umožnil rychlý rozvoj tohoto regionu. V Janově byl na žádost obecního zastupitelstva v roce 1869 otevřen poštovní úřad. Zprvu obstarávali poštovní provoz jedenkrát denně poslové do Zlatých Hor a vozy do Albrechtic. V letech 1830–1869 museli lidé na nejbližší poštovní úřad jít až do Albrechtic, před tím (1701–1830) dokonce až do Krnova.
Také spojení se světem bylo v minulých časech problematické. Dříve totiž, chtěl-li někdo použít železnici, musel jít pěšky do Albrechtic, odkud se mohl koňským omnibusem svézt do Opavy, a tam teprve mohl nasednout na železnici Opava – Svinov. Na opačnou stranu byla nejbližší železniční stanicí Olomouc. Teprve zahájením provozu na moravskoslezské centrální dráze v roce 1872 byl tento region propojen s ostatním světem. Přípojka do Jindřichova byla dokončena a zprovozněna v roce 1873 a 1874 prodloužena do Ziegelhals (Głuchołazy). Kvůli úseku trati Jindřichov – Jeseník se jednalo s Pruskem. Rakousko chtělo získat polskou obec Głuchołazy výměnou za některou rakouskou obec stejného významu. Uvažovalo se o tom, že v případě, že jednání neskončí dohodou, povede trať přes Petrovice tunelem do Zlatých Hor, jak se to už kdysi dávno projektovalo. Na uskutečnění těchto plánů bylo stanoveno 5 let.
Ani Janov nechtěl zůstat pozadu. Na náměstí byl položen v roce 1888 vodovod. V letech 1910-1911 zde byla postavena i nová škola. Řada lidí z Janova a Petrovic se živila obchodováním se střižným zbožím, které na svých krytých formanských vozech vozila přes hranice do Pruska. Říkalo se jim Schlesighändlers. O tom, že lidem přinášel vydatné příjmy, svědčí i fakt, že v Janově dobře prosperovala od roku 1910 obecní spořitelna, která se těšila výborné pověsti v blízkém i vzdáleném okolí.

### Novodobá historie
Od roku 1961 do 23. listopadu 1990 byla dnešní obec Petrovice částí obce Janov. Od 23. ledna 2007 byl obci vrácen status města.

## Vývoj počtu obyvatel
Počet obyvatel Janova podle sčítání nebo jiných úředních záznamů:
| Rok            | 1869 | 1880 | 1890 | 1900 | 1910 | 1921 | 1930 | 1950 | 1961 | 1970 | 1980 | 1991 | 2001 |
| -------------- | ---- | ---- | ---- | ---- | ---- | ---- | ---- | ---- | ---- | ---- | ---- | ---- | ---- |
| Počet obyvatel | 1625 | 1615 | 1517 | 1394 | 1341 | 1073 | 1146 | 404  | 613  | 543  | 443  | 385  | 346  |

V Janově je evidováno 196 adres: 195 čísel popisných (trvalé objekty) a 1 číslo evidenční (dočasné či rekreační objekty). Při sčítání lidu roku 2001 zde bylo napočteno 183 domů, z toho 115 trvale obydlených.

## Doprava
Městečkem prochází silnici druhé třídy II/457.

## Pamětihodnosti
Památkově chráněné jsou:
- kostel Nejsvětější Trojice[8]
- Hornický pomník na náměstí[9]
- Socha Panny Marie Immaculaty na náměstí[10]
- Venkovské domy čp. 21 a 116[11][12]

## Významní rodáci
- Rudolf Koppe (1908–1995), major německé armády, držitel Rytířského kříže Železného kříže[13]
- Rudolf Mildner (1902–?), německý právník, SS-Standartenführer
- Hubert Preibsch (1892–1959), sudetoněmecký politik (NSDAP)

## Galerie

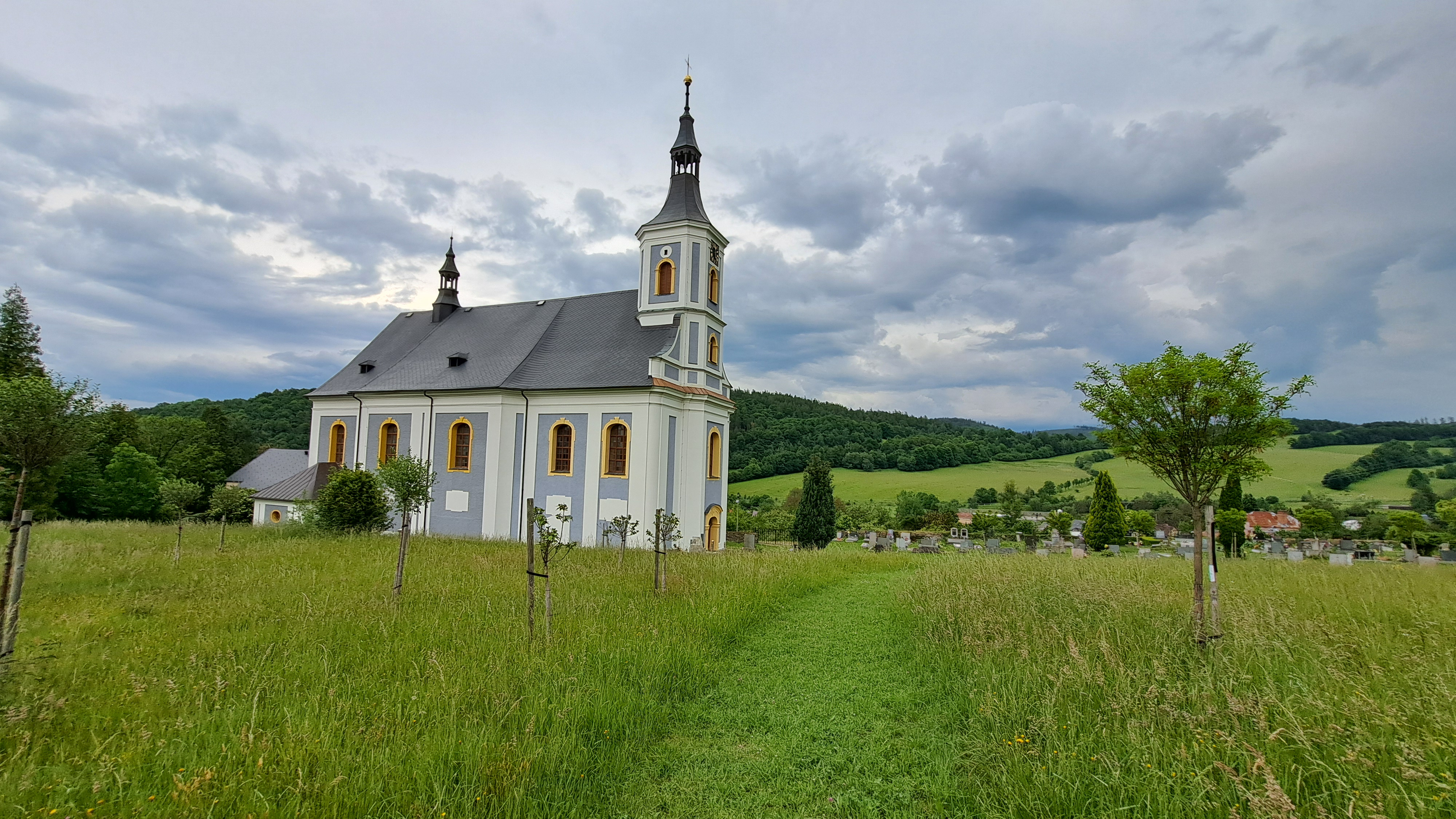
kostel
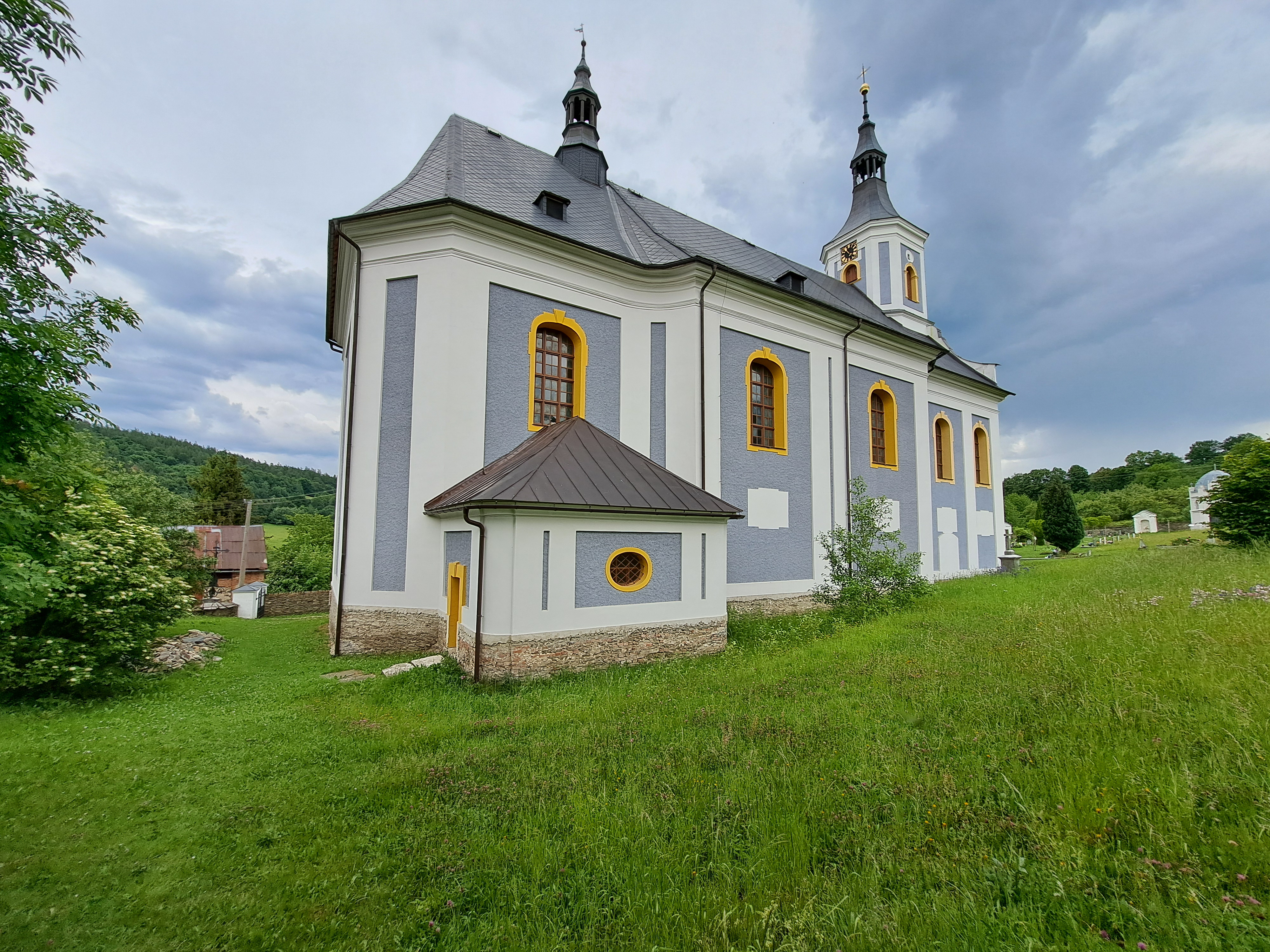
kostel
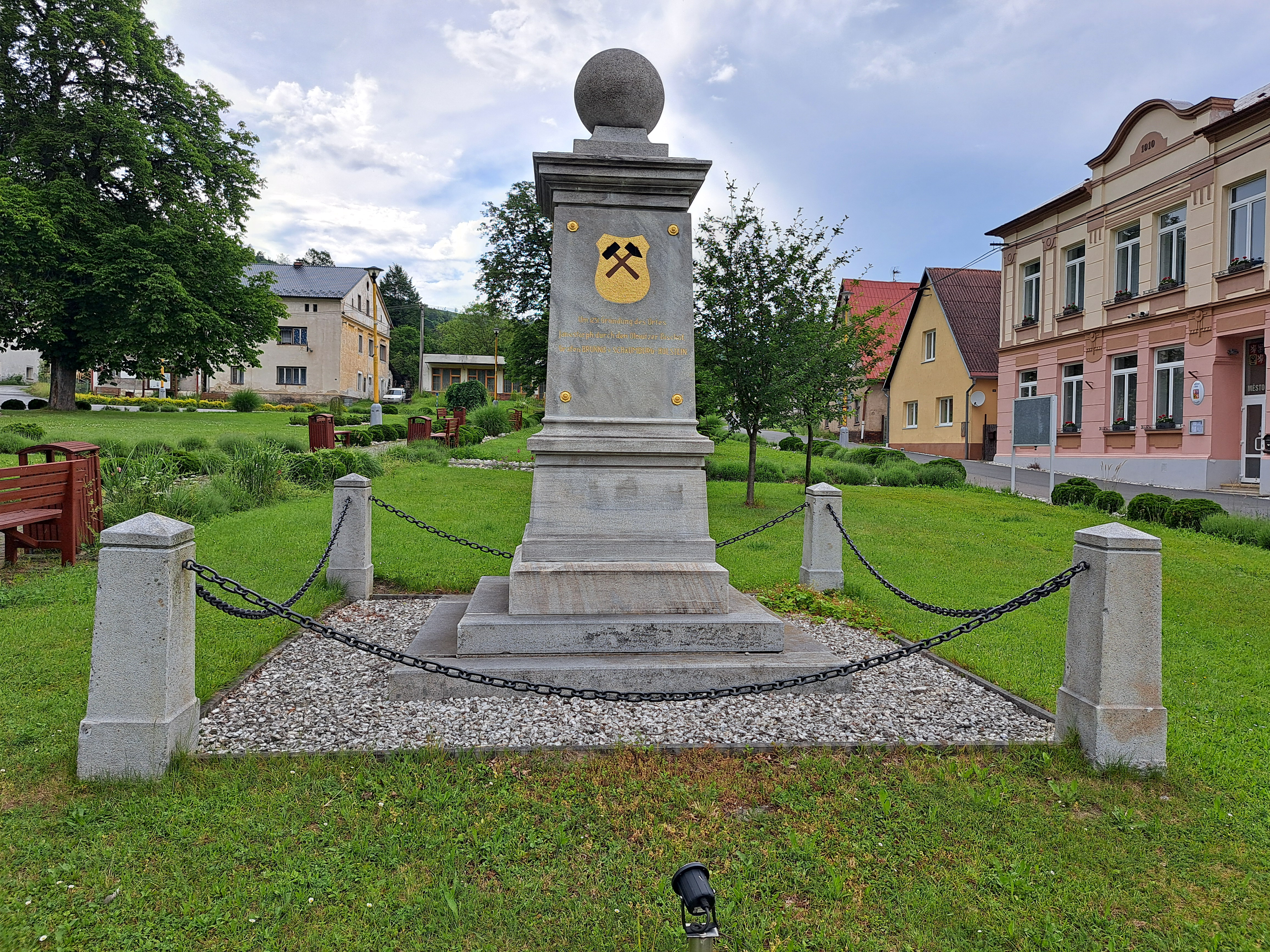
Hornický pomník
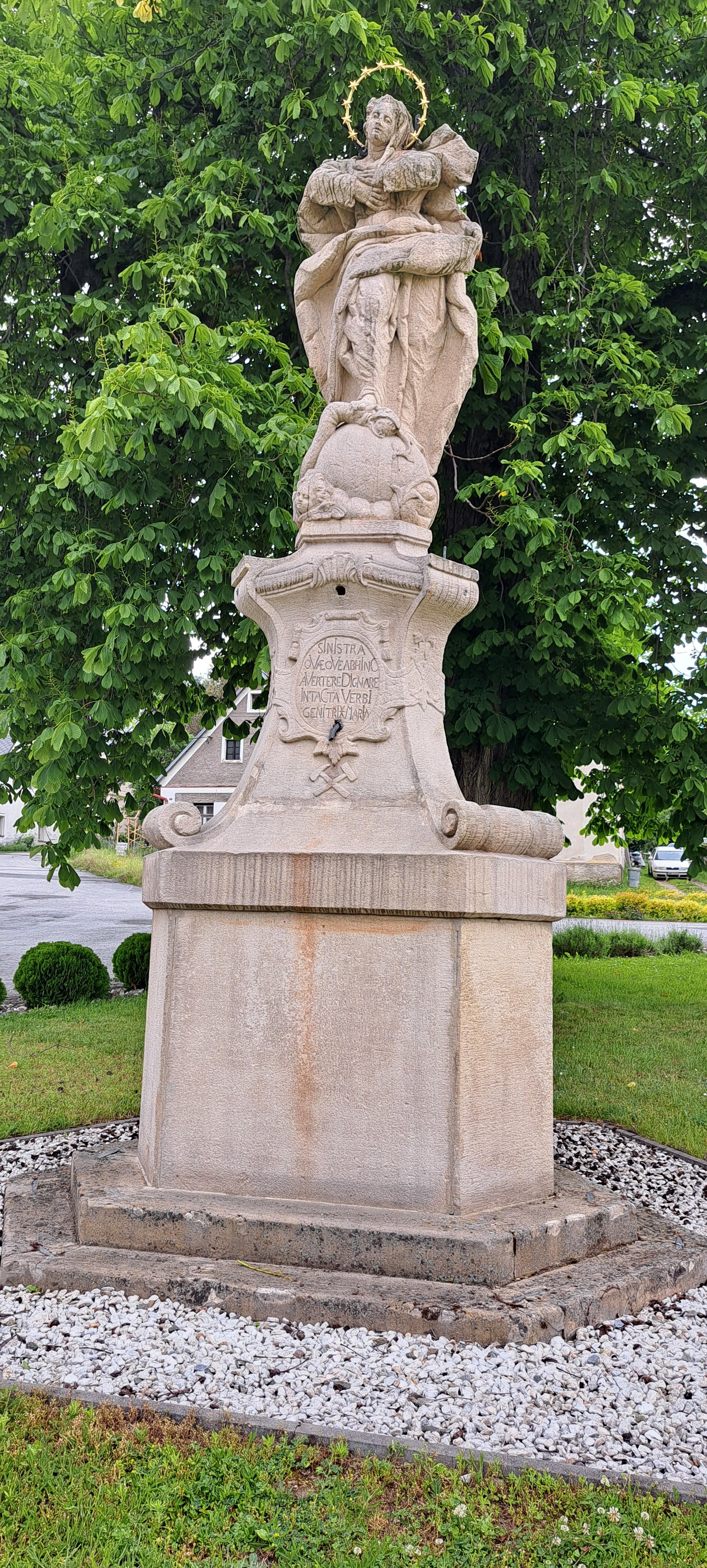
Socha Panny Marie Immculaty